# Волков, Виталий Фёдорович
Виталий Фёдорович Волков (22 декабря 1924 — 23 декабря 2021) — советский военачальник, генерал-лейтенант (1982). Начальник УВВ МВД СССР по Казахской ССР и Киргизской ССР (1975—1980) и по Волго-Вятской зоне (1980—1985).

## Биография
Родился 22 декабря 1924 года в селе Большое Кузьминское Владимирской области в крестьянской семье.
С августа 1942 года после окончания двух курсов Южно-Подольского педагогического училища был призван в ряды Красной Армии и направлен в действующую армию. Участник Великой Отечественной войны, с 1942 по 1943 годы — стрелок учебного полка и старший разведчик гаубичного дивизиона, с 1943 по 1944 годы — помощник командира взвода отдельного истребительного противотанкового полка Отдельной мотострелковой дивизии особого назначения имени Ф. Э. Дзержинского, участвовал в обороне города Москвы.
С 1944 по 1945 и с 1945 по 1947 годы — курсант Орджоникидзевского военного училища НКВД СССР имени С. М. Кирова и Московского военного училища войск НКВД СССР. С 1947 по 1951 годы служил в войсках МГБ Украинской ССР — командир взвода и роты 2-го отдельного стрелкового батальона. Участник боевых действий против бандеровского подполья УПА.
С 1951 по 1952 годы — командир 1-й учебной группы 2-го отдельного дивизиона внутренней охраны МГБ СССР.
В 1956 году окончил Военный институт МГБ СССР им. Ф. Э. Дзержинского. С 1956 по 1958 годы — начальник штаба дивизиона, с 1958 по 1961 годы — помощник начальника штаба по боевой подготовке, с 1961 по 1962 годы — командир 1-го дивизиона 76-го Пермского полка 8-й Свердловской дивизии войск конвойной охраны МВД СССР.
С 1962 года — начальник штаба 516-го полка 92-й дивизии внутренних войск МОП РСФСР. С 1962 по 1965 годы — начальник штаба 238-го полка 50-й дивизии конвойной охраны МОП РСФСР.
С 1965 по 1968 годы — начальник оперативного отделения — заместитель начальника штаба 48-й дивизии конвойной охраны МОП РСФСР.
С 1968 по 1971 годы — начальник штаба, с 1971 по 1975 годы — командир 91-й конвойной дивизии МВД СССР.
С 1975 по 1980 годы — начальник УВВ МВД СССР по Казахской ССР и Киргизской ССР. С 1980 по 1985 годы — начальник УВВ МВД СССР по Волго-Вятской зоне, считается родоначальником Приволжского регионального командования ВВ МВД России.
С 1985 года на пенсии, жил в Нижнем Новгороде.
Скончался 23 декабря 2021 года.

## Награды
- Орден Октябрьской революции
- Орден Отечественной войны I степени
- Орден Трудового Красного Знамени
- Медаль «За боевые заслуги»

### Звание
- Заслуженный работник МВД
- Почётный гражданин Нижнего Новгорода.